# Senecio martirensis
Senecio martirensis là một loài thực vật có hoa trong họ Cúc. Loài này được T.M.Barkley miêu tả khoa học đầu tiên năm 1978.